# Calceolaria germainii
Calceolaria germainii är en toffelblomsväxtart som beskrevs av Johanna A. Witasek. Calceolaria germainii ingår i släktet toffelblommor, och familjen toffelblomsväxter. Inga underarter finns listade i Catalogue of Life.